# Elettaria linearicrista
Elettaria linearicrista är en enhjärtbladig växtart som beskrevs av S.Sakai och Hidetoshi Nagamasu. Elettaria linearicrista ingår i släktet Elettaria och familjen Zingiberaceae. Inga underarter finns listade i Catalogue of Life.